# Мейссонье, Шарль
Шарль Мейссонье́ (фр. Jean Charles Emmanuel Claudius Meissonier; 11 июля 1844, Париж — 5 февраля 1917, Нёйи-сюр-Сен) — французский художник-пейзажист, сын и ученик художника-баталиста Жана Луи Эрнеста Мейссонье (1815—1891).

## Биография
Родился в 1844 году в Париже. Учился живописи сперва под руководством отца, а затем, с 1860 года, под руководством Жана-Леона Жерома. Впервые выставил свою работу на ежегодномПарижском салоне в 1865 году и в дальнейшем часто принимал участие в Салонах по крайней мере до 1896 года. Кроме того посылал свои работы на ежегодные выставки в Мюлуз. 
Шарль Мейссонье писал жанровые сцены, почти неотличимые от аналогичных работ Мейссонье-отца, к батальным сценам интереса не проявлял. В дальнейшем сосредоточился на пейзаже. Будучи состоятельным человеком, он проводил большую часть времени в отцовском загородном доме с мастерской в Пуасси и там же находил натуру для своих произведений. 
Компанию ему составлял лучший друг, также ученик Мейссонье-отца, малоизвестный художник Люсьен Гро, на сестре которого, Жанне Луизе Гро, Шарль Мейссонье женился (бракосочетание состоялось в 1868 году в Пуасси).
Шарль Мейссонье скончался в 1917 году в Пуасси. Большая часть его работ хранится там же, в городском музее. Работы Шарля Мейссонье нередко путают с работами отца, особенно в случае с жанровыми сценами, однако иногда кисти отца приписываются также совершенно иные по манере пейзажи.

## Галерея
- Лето
- Прачки
- Жанровый этюд
- Бродячие музыканты